# Jelena (musikalbum)
Jelena är det fjärde albumet av Jelena Karleuša från 1998.

## Låtlista
1. Žena zmija
2. Ne veruj ženama
3. Sudbinu poreci
4. Jelena (Cover of Tarkan-Sikidim)
5. Kume
6. Žene vole dijamante
7. Kraljica i sluga
8. Zar sam ja to zaslužila?